# 井草八幡宮
井草八幡宮（いぐさはちまんぐう）は、東京都杉並区善福寺にある八幡神社である。別表神社。

## 概要
青梅街道沿い、早稲田通り沿いにある。都内でも有数の広大な社叢を誇る。この地域一帯は遅野井とも称され、明治期までは遅野井八幡宮とも呼ばれていた。
井草八幡宮は、縄文期から祀られ、神社としての形態をととのえたのは平安時代末期といわれている。 始めは春日社を祀っていたが、源頼朝が奥州征伐の戦勝祈願をしたことで八幡大神（やはたのおおかみ）を主祭神とするようになったと伝えられている。
源頼朝が起請（文治5年）して霊験を得、手植し奉献したと伝えられる老松「天然記念物-井草八幡の松」（高さ約40m）があったが、1973年（昭和48年）に枯れてしまった。現在その樹根の一部が当社回廊に飾られている。アニメ〈物語〉シリーズにて作中の北白蛇神社のモデルにもなった。

## 祭神
- 八幡大神（やはたのおおかみ）
- 応神天皇（おうじんてんのう）
- 春日神 (かすがのかみ)  - 古代期

当社では八幡大神と応神天皇を明確に区別している。

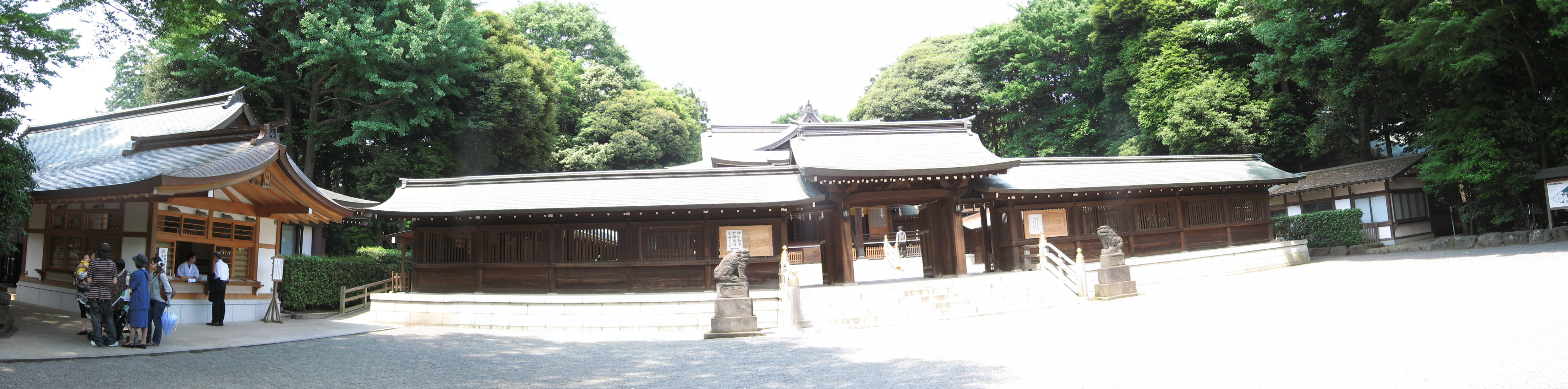
神門と拝殿（奥）

## 歴史
縄文期から人々が生活していた此の地に神が祀られ、神社としての形態をととのえたのは平安時代末期といわれている。当初は春日神を祀っており、源頼朝が奥州討伐の折、八幡神を合祀して戦勝を祈願して以来八幡宮を合祀し、後年春日社を末社として奉斎するようになった。
文明9年には太田道灌が石神井城の豊島氏を攻むるに当たり、戦勝祈願をしたと云い伝えられている。 
江戸幕府三代将軍の徳川家光は、寺社奉行井上正利をして社殿を造営し、 慶安2年に朱印領六石を寄進している。以降幕末まで歴代将軍から朱印地の寄進があった。その頃、氏子崇敬者により、石燈篭、石鳥居、狛犬、手水盤などが奉献された。
明治以降も氏子崇敬者によって社殿の改修や増築が繰り返され、同時に植林も行われた。

## 境内
文華殿（宝物館）、民俗資料館、幼稚園を設置している。

## 文化財
- 顔面把手付釣手形土器 縄文時代 杉並区井荻三丁目（現・杉並区善福寺）出土（重要文化財）

## 氏子地域
- 善福寺一丁目～四丁目全域
- 上井草一丁目～四丁目全域
- 今川一丁目～四丁目全域
- 桃井一丁目～四丁目全域
- 清水一丁目の一部、二丁目～三丁目全域
- 井草一丁目～五丁目全域
- 下井草一丁目の一部、二丁目～五丁目全域
- 上荻四丁目の一部
- 西荻北四丁目全域、三丁目・五丁目の一部
- 本天沼二丁目・三丁目の一部

## 交通
- JR中央本線 西荻窪駅から徒歩18分
- 西武新宿線 上石神井駅・上井草駅からそれぞれ徒歩21分
- 関東バス　荻30・荻32・荻34・荻36の各系統（荻窪駅が起点）で井草八幡宮停留所下車
- 関東バス　西01・西02・西03（西03は西武バスと共同運行）の各系統で桃井第四小学校停留所下車